# Венгленский, Пётр
Пётр Венгленский (пол. Piotr Węgleński; 29 июня 1939, Свидники, Люблинское воеводство — 19 января 2024, Варшава) — польский биолог, генетик, профессор, действительный член Польской академии наук (2013), ректор Варшавского университета (1999—2005).

## Биография
Родился в деревне Свидники. Окончил среднюю школу имени Гуго Коллонтая в Варшаве. Учился на факультете биологии и наук о земле Варшавского университета (ВУ). Первоначально увлекался птицами, но со временем заинтересовался генетикой, стажировался на кафедре генетики. Защитил магистерскую диссертацию по цитогенетике тетригидов в 1961 году и остался работать в университете. Получил докторскую степень в 1965. Хабилитированный доктор в 1974.
В 1970-е годы прошел научные стажировки в Институте Джона Иннеса в Великобритании (Институт Джона Иннеса), (Массачусетском технологическом институте в США, Университете Париж XI во Франции. На стажировках познакомился с генной инженерией и начал использовать её методы в работе, сделав кафедру генетики ВУ пионером этой научной отрасли в Польше.
В 1982 году получил звание доцента, а с 1989 года — профессора. В Варшавском университете занимал должность проректора (1987—1996). Два срока (с 1999 по 2005 годы) избирался ректором Варшавского университета. Позднее был директором созданного при его активном участии Института генетики и биотехнологии ВУ, директором Центра новых технологий ВУ (2012—2017), а также заместителем директора Института ботаники ВУ. Работал также в Институте биохимии и биофизики Польской академии наук (1991—2019).
Был членом Варшавского научного общества и действительным членом Польской академии наук.
Умер 19 января 2024 года, в возрасте 84 лет, похоронен на воинском кладбище в Повонзках.

## Научная деятельность
Венгленский — автор многочисленных научных публикаций в области генетики, главным образом по вопросам регуляции функций генов и генной инженерии. Руководил важными исследовательскими проектами, в частности, созданием штаммов бактерий для производства человеческого инсулина и гормона роста человека. В Институте биохимии и биофизики занимался исследованиями по молекулярному анализу генов, кодирующих ферменты катаболизма аргинина у аспергилл. Благодаря этим работам Вегленского иногда называют микробиологом или микологом. Участвовал в работе коллектива Варшавского политехнического университета по разработке компьютера, использующего реакции молекул ДНК.
Активно занимался популяризацией знаний о генетике и просвещением населения по вопросам отношения к генетически модифицированным организмам и к вакцинации. Был сторонником широкого внедрения ГМО в сельское хозяйство Польши.

## Награды и признание
Награждён Бразильским Командорским крестом ордена Южного Креста в 2002 году. В 2005 году награждён Командорским крестом Ордена Возрождения Польши .
Почётный доктор Софийского университета (Болгария), Прикарпатского университета в Ивано-Франковске (Украина), университета Сан-Агустина в Арекипе (Перу), университете Черногории в Подгорице.

## Книги
- Molekularne Podstawy Życia, Wydawnictwa Szkolne i Pedagogiczne, 1976
- Inżynieria genetyczna, Wydawnictwo Naukowe PWN, 1981
- Genetyka molekularna, Wydawnictwo Naukowe PWN, 2012
- Antyczny DNA i inżynieria genetyczna, Wydawnictwa Uniwersytetu Warszawskiego, 2022